# فلافيا بشارة
فلافيا بشارة (1985) هي ممثلة لبنانية، قامت بأداء الدور الرئيسي لفلمي "طيارة من ورق"، وحائط آدم (بالإنجليزية: Adam's wall)‏.

## الأعمال الفنية
- فيلم «طيارة من ورق»
- فيلم «حائط آدم»

### ما بعد الأدوار الرئيسية
بعد أن لعبت فلافيا دورًا رائدًا في الفيلمين المذكورين سابقًا، هدفت مؤخرًا إلى اكتشاف مهاراتها في التصوير الفوتوغرافي، وصناعة الأفلام، والكتابة، باحثة عن الوسيلة الأمثل لنقل مشاعرها.

## وصلات خارجية
- فلافيا بشارة على موقع IMDb (الإنجليزية)
- فلافيا بشارة على موقع ألو سيني (الفرنسية)
- فلافيا بشارة على موقع أول موفي (الإنجليزية)
- فلافيا بشارة على موقع قاعدة بيانات الفيلم (الإنجليزية)
- فلافيا بشارة على موقع كينوبويسك (الروسية)